# Archieparquía de Kaskar de los caldeos
La archieparquía titular de Kaskar de los caldeos (en latín: Archieparchia Kaskar Chaldaeorum) es una sede titular de la Iglesia católica conferida a miembros de la Iglesia católica caldea. Corresponde a una antigua archieparquía de la Iglesia del Oriente cuya sede estaba en la ciudad de Kaskar en Irak. Esta ciudad hoy inexistente se hallaba a orillas del río Tigris, frente a la actual ciudad de Wasit.

## Historia
Kaskar es una antigua diócesis de la Iglesia del Oriente insertada en la provincia eclesiástica de la arquidiócesis de Seleucia-Ctesifonte. La ciudad estaba en la satrapía de Asuristán, en la región llamada en siríaco Beth Aramaye. 
Según la tradición siríaca, Kaskar es la diócesis cristiana más antigua de Persia, fundada directamente por Mari en el siglo I. Se dice que Mari predicó y realizó milagros y convirtió a muchos de sus habitantes al cristianismo. Kaskar se convirtió en un importante centro del cristianismo en la Baja Mesopotamia. A la ciudad fueron deportados cautivos de habla griega del noroeste de Siria durante las campañas de Sapor I a mediados del siglo III.
Aunque su fundación en el primer siglo es dudosa, en el Sínodo de Seleucia-Ctesifonte en 410 esta tradición fue reconocida con la atribución a sus obispos del segundo lugar en el orden jerárquico de la Iglesia persa, después de los catolicós de Seleucia-Ctesifonte. Además, en este sínodo a sus obispos se les dio el título de natar kursya, o guardián del trono patriarcal durante la vacancia de la sede.
Hasta el cisma de Bet Lapat de 484, sus obispos estaban en comunión con la ecúmene cristiana. Los primeros obispos conocidos, ʿAbdishoʿ, Pablo, Abda y Adona, se encuentran entre los santos mártires persas, que sufrieron el martirio durante las persecuciones del siglo IV. El primer obispo documentado es Abner, quien fue depuesto en el concilio de 410 y reemplazado por Mari, todavía documentado en 424.
Luego hubo una larga serie de obispos de Kaskar (cerca de treinta) hasta el siglo XII. Según las listas de diócesis de la Iglesia del Oriente informadas por Elías de Damasco en el siglo IX, Kaskar fue una de las trece diócesis sufragáneas dependientes de los catolicós y patriarcas de Seleucia-Ctesifonte. Probablemente durante el episcopado de Ormisda a fines del siglo XI, el obispado fue trasladado de Kaskar a Wasit, en la orilla opuesta del río Tigris. Durante una inundación, el Tigris explotó en sus orillas dejando a Kaskar en su orilla este. La ciudad medieval de Wasit fue construida en la orilla oeste del nuevo canal por al-Hajjaj ibn Yusuf, que retiró a la población de Kaskar, que finalmente la convirtió en un pueblo fantasma.
El título de Wasit ya está documentado en 899, con motivo de la vacancia de la sede episcopal. A mediados del siglo XII, Kaskar dejó de existir como sede episcopal.

### Sede titular
Una sede titular católica es una diócesis que ha cesado de tener un territorio definido bajo el gobierno de un obispo y que hoy existe únicamente en su título. Continúa siendo asignada a un obispo, quien no es un obispo diocesano ordinario, pues no tiene ninguna jurisdicción sobre el territorio de la diócesis, sino que es un oficial de la Santa Sede, un obispo auxiliar, o la cabeza de una jurisdicción que es equivalente a una diócesis bajo el derecho canónico.
La archieparquía de Kaskar fue restaurada como archieparquía titular en 1967. Fue conferida por primera vez por la Santa Sede el 6 de mayo de 1967 al arzobispo auxiliar del patriarcado, Manuel Delly.

Kasjcar Chaldaeorum, archidioecesi noviter restituta, Emmanuelem Delly, iam Episcopum Palaeopolitanum in Asia.

## Episcopologio

### Metropolitanos de credo niceno
- ʿAbdishoʿ I † (mencionado en 315)
- Paolo † (?-circa 341/350 falleció)
- San Abda † (?-377 falleció)
- ʿAdona †
- Abner † (?-410 depuesto)
- Mari I † (410-después de 424)

### Obispos de la Iglesia del Oriente
- Emanuel I † (mencionado en 485)
- ʿAbdishoʿ II † (mencionado en 486)
- Emanuel II † (mencionado en 497)
- Samuel † (entre 524 y 540)
  - Barshaba † (entre 524 y 540) (intruso)
- Shubhalmaran † (antes de 552-después de 554)
- Mari II † (antes de 567-después de 576)
- José † (mencionado en 585)
- Gregorio †
- Teodoro † (mencionado en 605)
- Yazdapneh † (antes de 649-después de 659)
- Aba † (?-circa 740/741 electo patriarca de la Iglesia del Oriente)
- Isaac † (mencionado en 773 circa)
- Tomás † (mencionado en 780)
- Brikh-Baroyeh † (mencionado en 790)
- Zacarías † (mencionado en 823)
- Bawai † (antes de 850-después de 853)
- Israel I † (?-circa 872 electo patriarca de la Iglesia del Oriente)
- Hnanishoʿ † (mencionado en 884)
- Anónimo (Hnanishoʿ?) † (mencionado en 891)
- David † (mencionado en 905/906)
- Israel II † (mencionado en 960)
- Abraham † (en la época del patriarca Abdisho I-963-986)
- Elías † (mencionado en 986)
- Ishoʿ † (en la época del patriarca Mari bar Tob-987-999)
- Simón † (?-antes de 1018 nombrado metropolitano de Kirkuk)
- Mari Ibn Kura † (antes de 1049-circa 1057 deceduto)
- Ormisda de Kaskar † (antes de 1072-después de 1075)
- Ormisda de Wasit † (mencionado en 1092)
- Sabrishoʿ † (en la época del patriarca Elías II-1110-1132)
- Anónimo † (mencionado en 1134)

### Arzobispos titulares
- Manuel Karim Delly † (6 de mayo de 1967-3 de diciembre de 2003 confirmado patriarca de Babilonia de los caldeos)[7]